# 메소아메리카 언어 지역
메소아메리카 언어 지역(영어: Mesoamerican language area)은 메소아메리카 지역의 원주민 언어들이 이루는 언어동조대이다. 이 언어동조대는 일련의 통사론적, 어휘적, 음운론적 특징 및 몇몇 민속언어학적 특징으로 규정된다. 유트아스테카어족, 마야어족, 토토낙어족, 오토망게어족, 미헤소케어족 등 여러 어족에 속한 언어들과 몇몇 고립어 및 미분류 언어들로 이루어져 있다.

## 연구의 역사
메소아메리카의 여러 언어 사이에 존재하는 유사성은 언어학자들로 하여금 메소아메리카의 언어동조대를 상정하도록 이끌었다. 가장 이른 제안은 1959년의 것으로 보인다. 그러나 이 가설이 확고한 형태를 갖춘 것은 1986년에 라일 캠벨, 테렌스 코프먼, 토마스 스미스스타크(Thomas Smith-Stark)의 논문을 통해서였다. 이들은 엄격한 언어학적 분석을 통해 여러 언어들 사이의 유사성이 상당함을 입증하고, 이러한 유사성은 공통의 조상으로부터 물려받은 것이 아니라 지역적으로 확산되었을 가능성이 매우 높다는 결론을 내렸다.
"Meso-America as a Linguistic Area"라는 제목의 이 논문에서 저자들은 메소아메리카 언어들의 지역적 특징이라고 제안된 여러 특징을 검토했는데, 그 중 대다수는 우연적이거나 공통 조상에게서 나왔을 가능성이 있거나 메소아메리카 지역에 국한되지 않는다는 이유로 기각했다. 그러나 그 중 다섯 개 특징은 메소아메리카 지역과 경계가 일치하고, 확산을 통해 전파됐을 것으로 보이며, 메소아메리카 언어에 널리 나타난다는 사실이 입증되었다. 저자들은 이 다섯 가지 특징을 기존의 잘 확립된 언어동조대, 예컨대 대륙부 동남아시아 언어 지역이나 발칸반도 언어 지역을 규정하는 특징들과 비교한 뒤, 메소아메리카 언어 지역은 잘 정의된 언어 지역이라는 결론을 내렸다. 나아가 “알려진 [언어 지역] 중 가장 강력한 편에 든다”고까지 평가하였다(Campbell, Kaufman & Smith-Stark. 1986 p. 556).
저자들은 또한 그들이 기각한 특징 중 몇 가지는 메소아메리카 언어 지역 가설을 강화하는 데 쓰일 수도 있지만, 그런 특징들은 그 자체로는 언어 지역을 정의하는 기초가 되기에는 충분하지 않고, 보다 민속언어학적인 성격을 지닌 다른 유력한 특징들은 언어적이기보다는 문화적인 특징들이라고 주장했다.

## 특징
다음은 캠벨, 코프먼, 스미스스타크가 메소아메리카 언어 지역을 정의하는 데 사용한 특징들에 대한 짧은 설명이다.

### 명사 소유 표현
많은 메소아메리카 언어는 명사구의 소유자를 표시하는 특정한 방식을 공유한다. “그의 명사1 명사2”라는 어순의 구문으로 ‘명사2의 명사1’이라는 의미를 나타내는 것이다. (이때 “그의”에 해당하는 요소는 종종 접두사가 된다.) 예를 들어 마야어족에 속한 키체어로 u-tzi' le achih ‘그 남자의 개’는 어순 그대로 풀면 “그의-개 그 남자”가 된다. 나와틀어에서는 같은 뜻을 i:-itskʷin in tɬaːkatɬ처럼 나타낸다.

### 관계명사
관계명사는 거의 모든 메소아메리카 언어에 나타나는 특징이다. 관계명사는 공간적 관계 및 기타 관계를 표현하며, 영어의 전치사와 비슷한 기능을 하지만 명사와 소유형 접사로 이루어져 있다.
예: 피필어(유트아스테카어족):
nu-wa:n "나와 함께" (nu- "나의")
mu-wa:n "너와 함께" (mu- "너의")
i-wa:n  "그와 함께" (i- "그의")
예: 맘어(마야어족):
n-wits-a "나의 위에" (n- "나의")
t-wits  "그의 위에" (t- "그의").

### 어순 전환을 동반한 선도
어순 전환을 동반한 선도란 내용의문문에서 나타나는 특별한 어순을 뜻한다. 이 현상은 모든 메소아메리카 언어에서 나타나는 것으로 보이나, 메소아메리카 바깥에서는 드물다.

### 이십진법 수사 체계
메소아메리카 언어는 모두 이십진법 수사 체계를 사용한다. 이십진법 수사 체계는 메소아메리카 문화 지역 바로 바깥에 있는 몇몇 언어에도 확산되었다.

### 동사후치 어순의 부재
메소아메리카에는 기본 어순이 동사로 끝나는 SOV형 언어가 없다. 메소아메리카와 접한 지역의 언어는 대부분 SOV형임에도 불구하고 그렇다. 또 메소아메리카에는 전환 지시(switch-reference) 체계를 가진 언어가 없는데, 캠벨, 코프먼, 스미스스타크는 그 이유를 SOV형 언어가 없다는 사실의 부수적 효과로 치부한다.

### 널리 퍼진 번역차용 어휘
메소아메리카 지역에 걸친 언어적 확산의 강력한 증거로 이 지역에 널리 퍼져 있는 번역차용 어휘들이 있다.
예를 들어 많은 메소아메리카 언어에서는 특정한 대상을 가리키는 단어가 서로 다른 두 어간의 합성으로 만들어지는데, 여러 언어에서 이 어간들은 어원적으로 무관함에도 불구하고 의미가 동일하다.
그러한 번역차용 어휘의 예로는 다음이 있다.
- 다리-머리: “무릎”
- 사슴-뱀: “왕뱀”
- 돌-재: “석회”
- 손-목: “손목”
- 새-돌: “알”
- 피-길: “혈관”
- 갈다-돌: “어금니”
- 입: “가장자리”
- 신-똥 또는 태양-똥: “귀금속”
- 손-어머니: “엄지”
- 물-산: “마을”

## 다른 특징
캠벨, 코프먼, 스미스스타크가 고려했으나 근거가 부족하다고 본 다른 특징들로는 다음이 있다.
- 신체부위 명사의 동사로의 포합
- 신체부위 명사로부터 파생된 처격 형태[3]
- 휘파람 언어
- 양도불능 소유의 문법적 표시
- 수분류사
- 2인칭 존칭과 평칭의 문법적 구별
- 특수한 전례 언어 사용역

## 같이 보기
- 메소아메리카

## 참고 문헌
- Lyle Campbell, Terrence Kaufman & Thomas Smith-Stark. 1986. Meso-America as a linguistic area. In: Language 62, No. 3: 530-558
- Thomas C. Smith-Stark. 1994. Mesoamerican calques. I: Carolyn J. MacKay & Verónica Vázquez. Investigaciones lingüisticas en Mesoamérica. Mexico: Universidad Nacional Autónoma de México: 15-50.
- Lourdes de Léon and Stephen C. Levinson. 1992. Spatial Description in Mesoamerican Languages. Introduction. Zeitschrift für Phonetik, Sprachwissenschaft und Kommunikationsforschung 45:527-29.
- Brown, Penelope and Stephen C. Levinson. 1992. "Left" and "Right" in Tenejapa: Investigating a Linguistic and Conceptual Gap. In Léon, Lourdes de and Stephen C. Levinson. 590-611.
- Levy, Paulette. 1992. Body Part Prefixes in Papantla Totonac. In Lourdes de Léon and Stephen C. Levinson: 530-542
- Veerman-Leichsenring, Annette. 1992. Body Part Terms occurring in Popolocan Verbs. In Lourdes de Léon and Stephen C. Levinson: 562-569
- De Léon, Lourdes. 1992. Body Parts and Location in Tzotzil: Ongoing Grammaticalization. In Lourdes de Léon and Stephen C. Levinson. 570-589.
- Haviland, John B. 1992. Seated and Settled: Tzotzil Verbs of the Body.  In Lourdes de Léon and Stephen C. Levinson. 543-561.
- Lehmann, Christian. 1992. Yukatekische lokale Relatoren in typologischer Perspektive. In Lourdes de Léon and Stephen C. Levinson. 626-641.
- Goldap, Christel. 1992. Morphology and semantics of Yucatec Space Relators. In Lourdes de Léon and Stephen C. Levinson. 612-625
- Sherzer Joel. 1976. Areal Linguistics in North America 64 Native Languages of America vol 1 Sebeok, T, ed
- Suaréz, Jorge A. 1983. The Mesoamerican Indian Languages (Cambridge Language Surveys), Cambridge: Cambridge University Press
- Yasugi, Yoshiho. 1995. Native Middle American languages: an areal-typological perspective. Osaka: National Museum of Ethnology.